# Pri Orechovom rade
Pri Orechovom rade este o arie protejată (arie specială de conservare — SAC, sit de importanță comunitară — SCI) din Slovacia întinsă pe o suprafață de 1,7 ha, integral pe uscat.

## Localizare
Centrul sitului Pri Orechovom rade este situat la coordonatele 47°46′28″N 18°06′43″E / 47.774337°N 18.111902°E.

## Înființare
Situl Pri Orechovom rade a fost declarat sit de importanță comunitară în aprilie 2004 pentru a proteja un număr necunoscut de specii din flora spontană și fauna sălbatică aflate în arealul zonei. Situl a fost protejat și ca arie specială de conservare în martie 2004.

## Biodiversitate
Situată în ecoregiunea panonică, aria protejată conține 2 habitate naturale: Stepe și mlaștini sărate panonice, Pășuni continentale udate de apa mării.
La baza desemnării sitului se află un număr nedeclarat de specii protejate.
Pe lângă speciile protejate, pe teritoriul sitului au mai fost identificate 2 specii de plante, 1 specie de reptile.